# Jean-Pierre Jarier
Jean-Pierre Jacques Paul Jarier ou apenas Jean-Pierre Jarier (Charenton-le-Pont, Val-de-Marne, 10 de Julho de 1946) é um ex-automobilista francês.

## Carreira
Após obter expressivos resultados na Fórmula France, Jarier transferiu-se para a Fórmula 3 francesa, terminando o campeonato na terceira colocação, em 1970, antes de mudar-se para a equipe Shell Arnold de Fórmula 2 européia, em 1971. Ele conseguiu dois terceiros lugares, e também fez a sua estréia em Grand Prix, em Monza quando a equipe alugou um March Engineering 701. Porém, a equipe dispensou-o na metade da temporada de 1972 devido a razões financeiras. Em 1973 ele assinou com a equipe March Engineering de Fórmula 2 e foi-lhe dado também um equipamento para disputa na Fórmula 1. O início na Fórmula 1 foi dificultado pela falta de competitividade do 721G, mas Jarier conseguiu o título do campeonato da Fórmula 2 daquele ano com oito vitórias.
Em 1974, ele concentrou-se na Fórmula 1, assinando com a equipe Shadow. Seria transformado no líder da equipe após a trágica morte de seu companheiro Peter Revson, terminando em terceiro lugar no Grande Prêmio de Mônaco e em décimo quarto na classificação final do campeonato.
Em 1975 começou a temporada conseguindo a pole position na qualificação para o Grande Prêmio da Argentina, porém devido a um problema no seu automóvel durante a volta de aquecimento, Jarier não conseguiu largar. Repetiu o feito no Grande Prêmio do Brasil, e liderava a corrida até seu carro ter problemas com o sistema de combustível. Má sorte e pouca confiança marcaram a sua temporada naquele ano, embora a equipe Shadow tenha também contribuído para isso. Seus únicos quatro pontos do campeonato foram obtidos com o quarto lugar no Grande Prêmio da Espanha.
Jarier completou três anos correndo pela Shadow em 1976, qualificando-se em terceiro lugar e fazendo a volta mais rápida na corrida de abertura da temporada, no Grande Prêmio do Brasil, até derrapar em uma mancha de óleo deixada pelo carro de James Hunt. Porém, este foi um falso desempenho, já que o carro mostrou-se não ser competitivo ao longo da temporada e Jarier não marcou nenhum ponto no geral.
Ele então mudou de equipe e foi para a nova equipe ATS, em 1977, pilotando um carro de chassis PC4 vendido pela Penske. Marcou um ponto na primeira corrida com a sua nova equipe, e fez uma corridas pela Shadow e Ligier quando a equipe alemã decidiu deixar de participar das corridas no final do ano. Ele aproveitou também para participar de corridas de sports cars, vencendo duas delas em um Alfa Romeo T33 com Arturo Merzario,e ficando em segundo lugar nas 24 Horas de Le Mans com Vern Schuppan em um Mirage.
Seu segundo ano na ATS no in-house HS1 teve ainda menos sucesso, e foi dispensado após uma discussão com o chefe de equipe Hans Gunther Schmidt após ser desclassificado do Grande Prêmio de Mônaco. Foi recontratado para a disputa do Grande Prêmio da Alemanha, mas após uma nova desclassificação e mais uma discussão com Schmidt, deixou pela segunda vez a equipe. Contudo, no final da temporada ele assinou com a Team Lotus para assumir o lugar vago deixado com a morte de Ronnie Peterson. Ele marcou a volta mais rápida no United States East Grand Prix, estando em terceiro lugar antes de ter que abandoná-lo por problemas mecânicos. No Grande Prêmio do Canadá ele tomou a pole e dominou a corrida até que um vazamento de óleo também o deixasse de fora.
Após esses acontecimentos ele assinou com a Tyrrell. Teve um desempenho regular durante duas temporadas, sendo seu melhor resultado um terceiro lugar no Grande Prêmio da Grã-Bretanha de 1979.
Ele começou em 1981 como um piloto temporário pela Ligier, participando de apenas duas corridas até o retorno de Jean-Pierre Jabouille. No meio da temporada ele conseguiu assinar com a Osella fazendo algumas respeitáveis apresentações para a pequena e subfinanciada equipe.
Em 1982 correu toda a temporada pela Osella, com Jarier conseguindo a melhor colocação da equipe em todos os tempos, um quarto lugar no Grande Prêmio de San Marino (que foi boicotado pela maioria das equipes britânicas). O restante do ano foi de muita dificuldade para a equipe e Jarier foi de vital importância sempre mantendo alto o moral da equipe, principalmente após a morte de Riccardo Paletti no Grande Prêmio do Canadá. No ano seguinte ele passou toda a temporada pilotando para a Ligier, mas após uma boa corrida em Long Beach, Califórnia, encerrada por uma colisão com Keke Rosberg, ele parece que perdeu as esperanças, e terminou a temporada sem marcar pontos.
Depois disso, Jarier retirou-se do automobilismo, mas ficou tentado a participar da Porsche Supercup em 1994. Isto levou-o a participar de corridas com carros esportivos, vencendo os Campeonatos GT francês de 1998 e 1999. Jarier foi ainda apresentado a uma nova geração ao participar do filme Ronin, dirigido por John Frankenheimer que também dirigiu o clássico de 1966, Grand Prix.